# Estación de Estadio Olímpico (Sevilla)
Estadio Olímpico es un apeadero ferroviario situado en la ciudad española de Sevilla. Forma parte de la línea C-2 de Cercanías Sevilla. Se creó para dar servicio al Estadio Olímpico de La Cartuja.

## Situación ferroviaria
Se encuentra en el punto kilométrico 4,5 del corto ramal que une la bifurcación de la Expo con la Cartuja, línea 446 de la red ferroviaria española.que finaliza en la citada estación y nace en la línea convencional de ancho ibérico Sevilla-Huelva.

## Historia
El recinto tiene su origen en la creación de la línea C-2 de Cercanías Sevilla. Con la apertura de este trazado, en febrero de 2012, se puso en servicio un apeadero dotado de dos andenes laterales y dos vías, que facilita el acceso a las instalaciones deportivas situadas en la Cartuja.
Desde el inicio de la pandemia del COVID-19 hasta septiembre de 2022, las instalaciones permanecieron fuera de servicio.

## Servicios ferroviarios

### Cercanías
Forma parte de la línea C-2 de Cercanías Sevilla.
| procedencia/destino | < estación | Línea | estación >   | destino/procedencia |
| ------------------- | ---------- | ----- | ------------ | ------------------- |
| Cartuja             | Cartuja    |       | San Jerónimo | Sevilla-Santa Justa |